# أوكهام (ماساتشوستس)
أوكهام (بالإنجليزية: Oakham, Massachusetts)‏ هي بلدة أمريكية تقع في الولايات المتحدة في مقاطعة ووستر (ماساتشوستس). يقدر عدد سكانها بـ 1,902 نسمة ومساحتها 55.8 كم2 وترتفع عن سطح البحر 320 متر.